# Porcellio jehoensis
Porcellio jehoensis är en kräftdjursart som beskrevs av Uchida 1935. Porcellio jehoensis ingår i släktet Porcellio och familjen Porcellionidae. Inga underarter finns listade i Catalogue of Life.